# جون ريتشموند (دبلوماسي)
السير جون كريستوفر بلايك ريتشموند (بالإنجليزية: John Richmond)‏ (7 سبتمبر 1909م - 6 يوليو 1990م) هو دبلوماسي بريطاني وكاتب متخصص في شؤون الشرق الأوسط وعسكري بريطاني خلال الحرب العالمية الثانية.

## حياته
ولد جون ريتشموند في إنجلترا ولكنه قضى معظم وقته في الشرق الأوسط، وقد عاد إلى إنجلترا في عام 1922م ليكمل دراسته في كلية هيرتفورد في جامعة أوكسفورد، وبعد انتهاء دراسته انضم إلى المخابرات العسكرية البريطانية وذهب إلى مصر واللبنان وسوريا والعراق خلال الحرب العالمية الثانية، وانضم إلى المجال الدبلوماسي في العام 1947م وعمل مندوباً سياسياً في الكويت منذ العام 1959م وحتى 1961م حيث استقلت الكويت واستمر ريتشموند في منصبه كسفير في الكويت حتى العام 1963م، ثم ذهب ريتشموند ليعمل سفيراً لدى السودان عام 1965م إلى العام 1966م، وبعد استقالته من وظيفته الدبلوماسية عام 1966م شارك في التدريس في جامعة درم في مجال الدراسات الإسلامية.

## أعماله
• عرب فلسطين (1972م)
• التغيير الاجتماعي والسياسي في البحرين منذ الحرب العالمية الأولى (1976م)
• تعليق جون ريتشموند على كتاب 'الفلسطينيون ومنظمة التحرير الفلسطينية' لبرنارد لويس (1976م)
• مصر, 1798م- 1952م: تقدمها نحو هويتها المعاصرة (1977م)